# Pred da se razdeni
Pred da se razdeni (makedonska: Пред да се раздени) är en låt framförd av de makedonska sångarna Vlatko Lozanoski och Esma Redžepova.

## Eurovision
Den 20 februari 2013 avslöjade Makedoniens nationella TV-bolag MRT att låten "Imperija" skulle komma att vara landets bidrag i Eurovision Song Contest 2013. Detta bidraget släpptes offentligt den 27 februari samma år, men den 11 mars presenterades det istället att en ny låt skulle komma att tävla istället för "Imperija". Den nya låten avslöjades som "Pred da se razdeni" och presenterades offentligt den 15 mars.